# Terytorium Arkansas

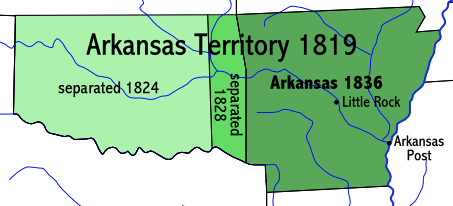
Terytorium Arkansas

Terytorium Arkansas – terytorium zorganizowane wydzielone 4 lipca 1819 roku z Terytorium Missouri. W 1824 i 1828 roku, odłączono tereny zachodnie należące do dzisiejszej Oklahomy (z wyjątkiem Panhandle). Pierwszą stolicą zostało Arkansas Post (1819–1821), a następnie Little Rock.
Władzę terytorium sprawowało pięciu gubernatorów:
- James Miller (1819–1824)
- George Izard (1824–1828)
- Robert Crittenden (tymczasowo) (1828–1829)
- John Pope (1829–1835)
- William S. Fulton (1835–1836)

15 czerwca 1836 roku, Terytorium zostało przyjęte do Unii jako 25. stan.